# Ask the Dust (film)
Ask the Dust is een romantisch drama uit 2006, geregisseerd door Robert Towne. In de hoofdrol spelen Colin Farrell en Salma Hayek. De film is gebaseerd op de gelijknamige roman Ask the Dust van John Fante uit 1939.

## Verhaal
Het verhaal speelt zich af gedurende de Grote Depressie. Hayek speelt de bloedmooie Mexicaanse Camilla, die als doel heeft ooit boven haar huidige stand te leven. Daarvoor wil ze een rijke man trouwen. Dat plan loopt echter helemaal fout wanneer ze de Italiaanse schrijver Arturo Bandini (Farrell) ontmoet. Ook zijn toekomstplannen lopen door deze ontmoeting op niets uit.

## Rolverdeling
- Colin Farrell - Arturo Bandini
- Salma Hayek - Camilla Lopez
- Donald Sutherland - Hellfrick
- Eileen Atkins - Mrs. Hargraves
- Idina Menzel - Vera Rivkin
- Justin Kirk - Sammy
- Dion Basco - Patricio